# 貞観格
貞観格（じょうがんきゃく）は、平安時代の貞観11年4月13日（869年5月27日）に奏進され、同年9月7日（同年10月15日）の宣旨によって施行された格。全12巻であるが、最後の2巻は格に該当しない臨時の法令類を唐の『開元留司格』に倣って「臨時格」として末尾に掲げたものである。
藤原良相が勅を受けて編纂を開始し、その没後は藤原氏宗が中心となって編纂した。「弘仁格」を継いで弘仁11年（820年）より貞観10年（868年）までの49年間の詔勅・太政官符のうち編纂当時に実際に行われていた重要な取捨選択して各省毎に配列した。
編纂に当たっては「弘仁格」に既出のもの、編纂当時に廃止されていたものは掲載せず、更に一部が使われていない場合や修飾のための「繁麗之文」にあたる部分には該当部分を削除するなどの修正が施されている。
「貞観格」の原文は残されていないが、『類聚三代格』や惟宗允亮の『政事要略』にその多くが引用されており、その相当部分の内容を窺い知る事が出来る。

## 巻次構成
- 巻一 神祇官・中務省
- 巻二・巻三・巻四 式部省
- 巻五・巻六 治部省
- 巻七・巻八 民部省
- 巻九 兵部省・刑部省・大蔵省・宮内省・弾正台・京職
- 巻十 雑格（その他）
- 巻十一・巻十二 臨時格（追加分）